# Paris FC
Paris FC – francuski klub piłkarski, z siedzibą w Paryżu.
Klub obecnie występuje w Ligue 1, a jego stadionem jest Stade Sébastien Charléty o pojemności 20 000 miejsc.

## Historia
Klub został założony w 1969 roku w Paryżu jako inicjatywa ponownego odtworzenia zawodowego futbolu w stolicy Francji. W 1970 zespół Paris FC po raz pierwszy awansował do Ligue 1, jednak po nieudanej fuzji z CS Sedan drużyna rozpoczęła następny sezon w Ligue 2. Wówczas doszło do fuzji drużyny Paris FC z ekipą Stade Saint-Germain, po której utworzony został zespół Paris Saint-Germain F.C. W 1972 roku doszło do rozłamu klubu na Paris FC, występujący w pierwszej lidze wraz z zawodnikami zawodowymi, oraz na dzisiejszy klub PSG, który rozpoczął kolejny sezon, występując w rozgrywkach Championnat National wraz z piłkarzami amatorskimi.
W sezonie 1972–1973 roku Paris FC występował w Ligue 1, rozgrywając swoje mecze na nowym Parc des Princes. Jednakże rok później drużyna spadła do niższej klasy rozgrywkowej, przy czym PSG uzyskało awans do Ligue 1. Mimo walki o powrót do I ligi, w ciągu następnych lat najlepszym rezultatem osiągniętym przez paryżan było zajęcie drugiego miejsca w sezonie 1977–1978. Następny sezon był bardzo słaby, co spowodowało zajęcie 19. miejsca i spadek do Championnat National. W pierwszym sezonie po spadku zespół zajął siódme miejsce w lidze oraz doszedł do półfinału Pucharu Francji, gdzie ekipa Paris FC uległa w dwumeczu 3:4 zespołowi US Orléans.
Od 1983 roku drużyna regularnie występowała w trzeciej lub czwartej lidze, występując w pewnym momencie nawet w piątej klasie rozgrywkowej. W 2006 roku Paris FC wygrało rozgrywki w Championnat de France amateur w grupie D. W 2015 klub awansował do Ligue 2.

## Kadra

### Skład na sezon 2017/2018
Stan na: 4 września 2017 r.
| Nr | Poz. | Piłkarz               |
| -- | ---- | --------------------- |
| 1  | BR   | Vincent Demarconnay   |
| 2  | OB   | Frédéric Bong         |
| 3  | OB   | Thomas Delaine        |
| 5  | OB   | Ousmane Sidibé        |
| 6  | PO   | Martin Mimoun         |
| 7  | PO   | Rayane Aabid          |
| 8  | PO   | Redouane Kerrouche    |
| 9  | NA   | Patrick Etshini       |
| 10 | PO   | Saifeddine Alami      |
| 11 | PO   | Mathieu Robail        |
| 12 | PO   | Lalaina Nomenjanahary |
| 14 | PO   | Cyril Mandouki        |
| 16 | BR   | Thomas Aupic          |

| Nr | Poz. | Piłkarz             |
| -- | ---- | ------------------- |
| 17 | NA   | Samuel Yohou        |
| 18 | NA   | Malik Tchokounté    |
| 19 | OB   | Hervé Lybohy ()     |
| 20 | PO   | Julien López        |
| 21 | PO   | Guillaume Khous     |
| 23 | NA   | Souleymane Karamoko |
| 24 | PO   | Ogou Akichi         |
| 26 | NA   | Dylan Saint-Louis   |
| 27 | PO   | Yannick Gbessi      |
| 28 | PO   | Idriss Ech-Chergui  |
| 29 | NA   | Ibou Cissé          |
| 30 | BR   | Didier Ovono        |
| -- | NA   | Valentin Lavigne    |